# 矮樸麗魚
矮樸麗魚，為輻鰭魚綱鱸形目隆頭魚亞目慈鯛科的其中一種，分布於非洲安哥拉的淡水流域，體長可達11.5公分，棲息在中底層水域，生活習性不明。
种加名 humilis 意为“矮小的”。